# 남아메리카 제도
남아메리카 제도는 프랑스령 기아나와 포클랜드 제도를 통틀어 일컫는 말이다.

## 프랑스령 기아나
1949년 프랑스의 해외현(海外縣)이 되어, 본국으로부터 지사가 파견되는 동시에 본국의 의회에 의원을 보내고 있다. 입법은 보통선거로 선출되는 15명의 종합의회에서 하고 있다.백인과 인디오와의 혼혈·흑인이 많고 금의 채굴이 많다. 농업에서는 사탕수수의 재배가 왕성하고, 럼(rum)주가 양조된다. 이 밖에 카사바·바나나 등 국내 식료의 생산이 많다. 또한 새우의 어획이 증가하고 있다.주요 수출품은 목재와 럼주이다. 인구 14만 5,270(1995), 수도 카이엔느(Caienne).

## 포클랜드 제도
마젤란 해협 동쪽의 대서양상에 있는 영국의 직할 식민지로서, 인구 약 2,121명. 1592년 영국인에 의해서 발견되었다.1833년 아르헨티나와 영국이 영유권을 두고 싸우다가, 영국이 점령한 후 현재에 이르고 있다. 목양(牧羊)이 유일한 주요 산업이며, 주민은 영국계, 언어는 영어를 사용한다. 주요 수출품으로는 양모·피혁 등이 있다.최근 아르헨티나에의 반환이 검토되고 있다. 수도는 스탠리(Stanley, 인구 1,300명, 1991).